# Babenbergi Ágnes magyar királyné
Babenbergi Ágnes, németül: Agnes von Babenberg vagy Agnes von Österreich (1151 körül – 1182. január 13.) osztrák hercegnő. III. István magyar király feleségeként magyar királyné 1168 és 1172 között, II. Hermann karintiai herceg feleségeként karintiai hercegné 1173-tól 1181-ig. Apja II. Henrik osztrák herceg, anyja Komnéna Teodóra bizánci hercegnő volt.

## Élete
Apja II. Henrik osztrák herceg, anyja Komnéna Teodóra (Gertrúd), II. (Szép) János bizánci császár unokája. 1166 őszén Bécsben kötött házasságot III. István magyar királlyal, melynek létrehozásában különösen István anyjának, Eufrozina orosz hercegnőnek volt nagy szerepe, aki jó kapcsolatot tartott fenn a német területekkel, így az Osztrák Hercegséggel is. Házasságukból férje életében egy Béla nevű fiú született, de a kis herceg nem érte meg a felnőttkort.
Wertner Mór a korabeli források alapján így összegzi a herceg létezésének körülményeit. (a következő szöveg korabeli helyesírással íródott, így némileg eltér a mai változattól): „István […] 1167-ben, tehát Ágnessel kötött házassága után egy teljes évvel […] Sebenico polgárainak irja: »Mihi et filio meo … tributarii ne sitis«. Ebből  az okiratból következtetem, hogy Istvánnak 1167-ben – az okirat szerkesztése idejében – csakugyan volt egy életben levő fia. Mert, ha gyermektelen volt volna, igy irt volna: »netalán (várandó) fiamnak«. – Gyermektelen király trónutódjáról bizonyosan szólhat, mert minden körülmény közt biztos; a fiú azonban nem oly biztos, hogy határozottan – mint István, fentebbi okiratában – präcizirozható. Világos tehát, hogy István halála után miért gondolt egy párt arra, hogy özvegye Ágnes áldott állapotban van; mert ha addig nem szült volna, a terhességet még a Géza herczeggel elégedetlen párt is azonnal kétségbe vonta volna.”
A fia, Béla magyar trónörökös haláláról nincs adat, de mindenképpen apja életében be kellett következnie, különben neki kellett volna követnie apját, ugyanakkor egy kistestvére született még.
(A következő szöveg korabeli, XIX. század végi nyelvi stílussal és helyesírással íródott, így némileg eltér a mai változattól): „Ágnes férjének (1173. május 3 – más adatok szerint a király 1172. március 4-én halt meg. A szerk – bekövetkezett) halálakor áldott állapotban volt, s atyjához Osztrákországba tért vissza.”
„Eufrozina és Géza herczeg párthivei áldott állapotát tetettnek nyilvánitották, s hogy a Bécsben született gyermek 1174-ben – de még inkább 1172-ben, ha az apa 1172. március 4-én hunyt el. A szerk. – mindjárt születése után meghalt.”
III. István halálát követően a királyné terhessége ellenére, valamint az elhunyt uralkodó ifjabb öccsének, a Magyarországon élő Géza hercegnek a mellőzésével III. István idősebb öccsét, a még Bizáncban tartózkodó Bélát kiáltották ki királlyá.
Miután Ágnes reményei szertefoszlottak, hogy visszatérhessen Magyarországra, II. Henrik karintiai herceg felesége lett. Második házasságából két fia született.
Második férje 1181. október 4-én hunyt el. Ágnes királyné három hónappal később, 1182. január 13-án halt meg 28 éves korában. Ágnes királynét az apja mellett temették el a bécsi Schottenlklosterban.

## Gyermekei
- 1. férjétől, III. István magyar királytól (1147–1172) 2 gyermeke született: 
  - Béla (1167–1172 előtt), magyar királyi herceg és trónörökös
  - N. (1172–?), utószülött, fiatalon meghalt
- 2. férjétől, II. Hermann karintiai hercegtől (?–1181) 2 fia született:
  - Ulrik (1176 körül–1202), II. Ulrik néven Karintia hercege, nem nősült meg, gyermekei nem születtek
  - Bernát (1176/81–1256), I. Bernát néven Karintia hercege, felesége Přemysl Judit (Jutta) (1200/1204–1230) cseh királyi hercegnő, 4 gyermek